# Casa Cervantes
La casa Cervantes és un edifici situat al passeig de Colom i el carrer de la Mercè de Barcelona, catalogat com a bé amb elements d'interès (categoria C).

## Història
L'edifici original, del segle xvi, tenia planta baixa i dos pisos, i al segle xviii se li van afegir tres plantes més. La tradició diu que Miguel de Cervantes hi va fer una estada d'uns dies, cosa que no s'ha pogut confirmar documentalment.
A la dècada del 1940 es va enderrocar tot l'edifici, i es va reconstruir aprofitant els materials antics i segons el projecte de l'arquitecte Adolf Florensa. La nova façana respectava les línies bàsiques compositives de la seva predecessora però en va modificar l'estètica i els materials, fent-la semblar d'una època més antiga. Així, es van utilitzar finestres d'altres edificis com una del segle xv i altre del xvi, i el parament de la façana es construí amb carreus regulars acarats.
També són d'aquesta intervenció els portals d'arc escarsers i l'organització de l'escala d'accés i els patis de llums, ja que és un edifici de nova planta. La volumetria també es va modificar afegint-hi un àtic i sobreàtic prudentment retirats de l'alineació de façana quedant fora de la visió des del carrer adjunt.

## Descripció
Consta de planta baixa amb cinc pisos, àtic i sobreàtic. A tocar de la mitgera de llevant disposa l'escala centralitzada per donar accés a dos pisos per planta i dos patis de llum per ventilar i aportar llum a cada habitatge. Al vestíbul s'accedeix pel passeig de Colom, i a la resta de la planta baixa hi ha locals comercials.
La façana del passeig és la més notable i està organitzada en dos eixos d'obertures sobre un pla llis d'obra de fàbrica de carreus molt uniforme. La planta baixa disposa de dos arcs escarsers amb juntes entre dovelles que continuen fins a integrar-se amb les motllures de la planta baixa. La resta de façana té una composició austera amb l'única categorització entre plantes donada per la reducció progressiva de la dimensió de les finestres segons l'alçada. La decoració de cada planta és diferent, ressalten les lleus traces gòtiques de les llindes esculpides de la quarta planta i les de la planta tercera on apareixen escuts amb animals mitològics i un bust esculpit en pedra en la finestra de la dreta. Als pisos superiors, el parament està format per carreus de mida reduïda probablement aportats en la reconstrucció de mitjans segle xx.
L'última planta disposa d'una finestra més que la resta de plantes, insinuant d'aquesta manera una llotja de coronament. Aquest disposa d'una cornisa de pedra de geometria clàssica amb fris de coronell i decoracions vegetals en la part superior i règula amb gotes a la part inferior. La coberta és plana, amb un ampit de pedra a sobre de la cornisa que serveix de barana.